# Troels Rasmussen
Pour les articles homonymes, voir Rasmussen.
Troels Rasmussen est un footballeur danois né le 7 avril 1961 à Ebeltoft. Il jouait au poste de gardien de but.

## Carrière
- ?-1982 : Vejle BK  Danemark
- 1982-1991 : AGF Aarhus  Danemark

## Palmarès
- 35 sélections avec l'équipe du Danemark entre 1982 et 1991.
- Champion du Danemark en 1986 avec l'AGF Aarhus
- Vainqueur de la Coupe du Danemark en 1981 avec Vejle BK, en 1987 et 1988 avec l'AGF Aarhus